# Uelsen
Uelsen est une commune allemande de l'arrondissement du Comté de Bentheim, dans le land de Basse-Saxe.

## Histoire

### Antiquité
Les campagnes de fouilles archéologiques réalisées entre 2003 et 2005 et depuis 2016 à la limite sud-est du territoire de la commune ont permis de mettre au jour un important champ funéraire dont les sépultures datent de l’âge du bronze tardif au premier âge du fer (12e – VIe siècles av. J.-C.. Le site s’étend sur environ 8 000 m2 et a déjà révélé environ deux cent cinquante urnes, ainsi que des sépultures à incinération. La majeure partie des tombes était entourée d’une tranchée, généralement simple, bien que dans certains cas celle-ci ait été quadruple. Ces nouvelles excavations, associées à la découverte antérieure de tumulus et du gobelet en or de Gölenkamp ont motivé la construction en 2005 d’un musée archéologique reconstituant une ferme de l’âge du bronze.

### Moyen Âge
La première église d’Uelsen a peut-être été construite vers l’an 800, le lieu étant alors un centre religieux à l’échelle du comté, dont la conversion a été effectuée par Werenfried, un compagnon de Willibrord, évangélisateur de la Frise. La première mention écrite d’Uelsen remonte à 1131, dans un document écrit par l’évêque d'Utrecht Andreas von Kuik.  À cette époque, la ville était rattaché à Twente, qui faisait partie, comme Utrecht, au Saint-Empire romain germanique. Vers 1300, elle abritait le château du comte von Thurn, dont les restes servaient de synagogue au milieu du XIXe siècle. L'endroit passa au comte de Bentheim en 1312.

### Époque moderne
La luthéranisme a été introduit en 1544 et la Confession réformée en 1588. C’est en 1546, pendant le règne de l'empereur Charles Quint, qu’Uelsen a été séparée des Pays-Bas, avec l’établissement d’une frontière. Les guerres de l’époque ont beaucoup affecté la ville : de violents combats eurent lieu pendant la Guerre de Quatre-Vingts Ans, tandis que pendant la guerre de Trente Ans, les troupes des belligérants mirent le comté à sac. Ces pillages entraînèrent des famines, puis la peste frappa en 1636.
Après une période de calme qui vit la construction de la mairie en 1650, le comté fut de nouveau traversé par les soldats en 1655 lors de la guerre entre Christoph Bernhard von Galen, évêque de Münster, et les Provinces-Unis.

### Époque contemporaine
Dans les années 1830, de nombreux pasteurs et paroisses du comté ont rejoint le mouvement de séparation (néerlandais: Afscheiding) qui émergeait aux Pays-Bas. Le néerlandais devint alors la langue de l'Église et fut également la langue des écoles jusqu'à la fin du XIXe siècle. Certaines églises chantaient et prêchaient encore en néerlandais en 1933, mais les nazis interdirent finalement d’usage du néerlandais dans les cérémonies religieuses, entraînant l’hostilité des vieilles familles réformées, qui soulignèrent le lien avec les Pays-Bas lors du centième anniversaire du mouvement en 1934. 
Au XIXe siècle, la population est passée de 1 200 à 806 habitants, les familles ouvrières ayant progressivement déménagées à Nordhorn et à Schüttorf pour trouver un emploi dans l'industrie textile. Certaines familles ont également émigré en Hollande et en Amérique. En 1974, Uelsen est devenu le siège de la nouvelle intercommunalité d'Uelsen, qui comprend les communes de Getelo, Gölenkamp, Halle, Itterbeck, Wielen et Wilsum, tandis que, les communes de Höcklenkamp et Lemke ont été incorporées à Uelsen.

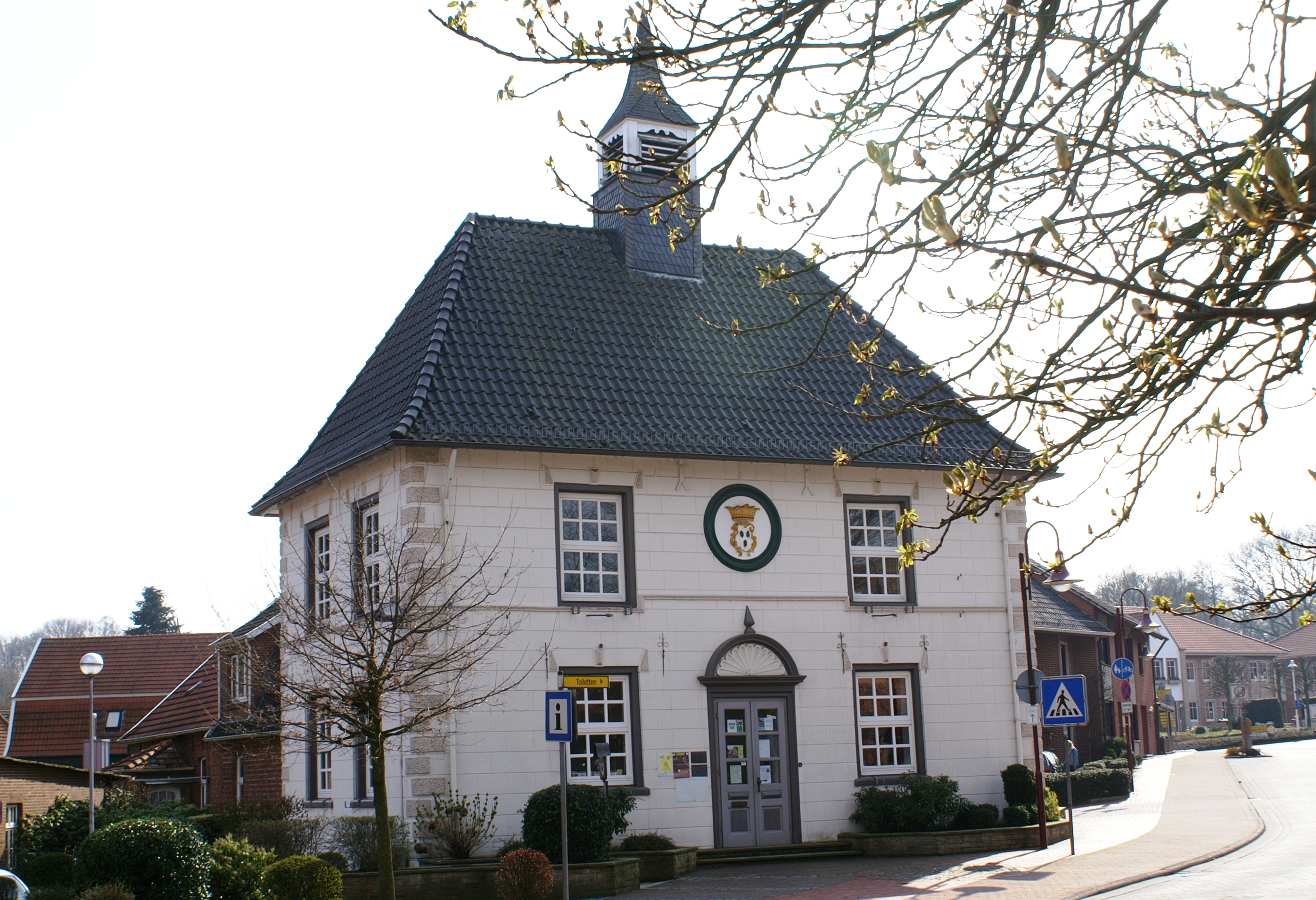
Mairie
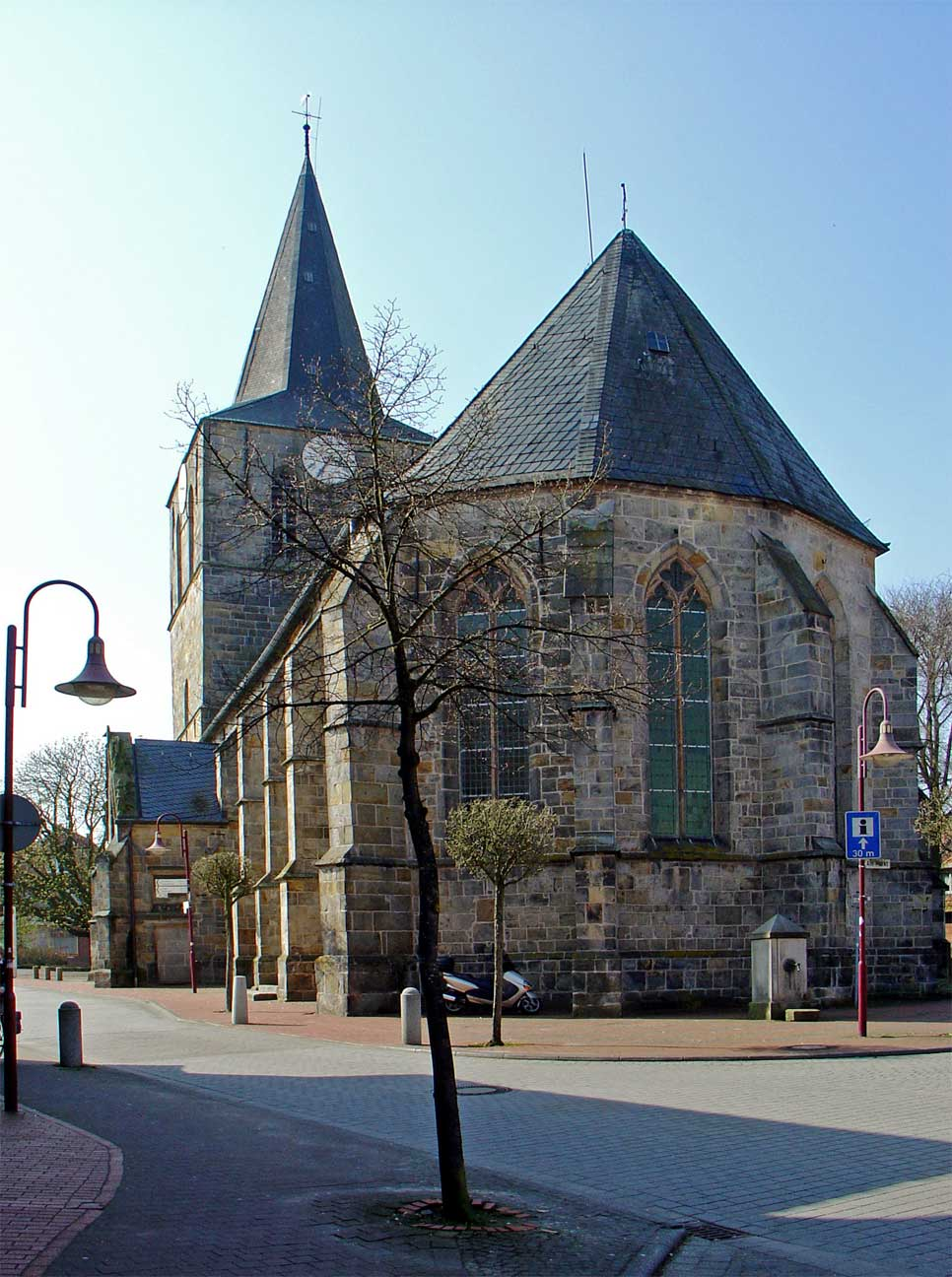
L’église protestante d’Uelsen.
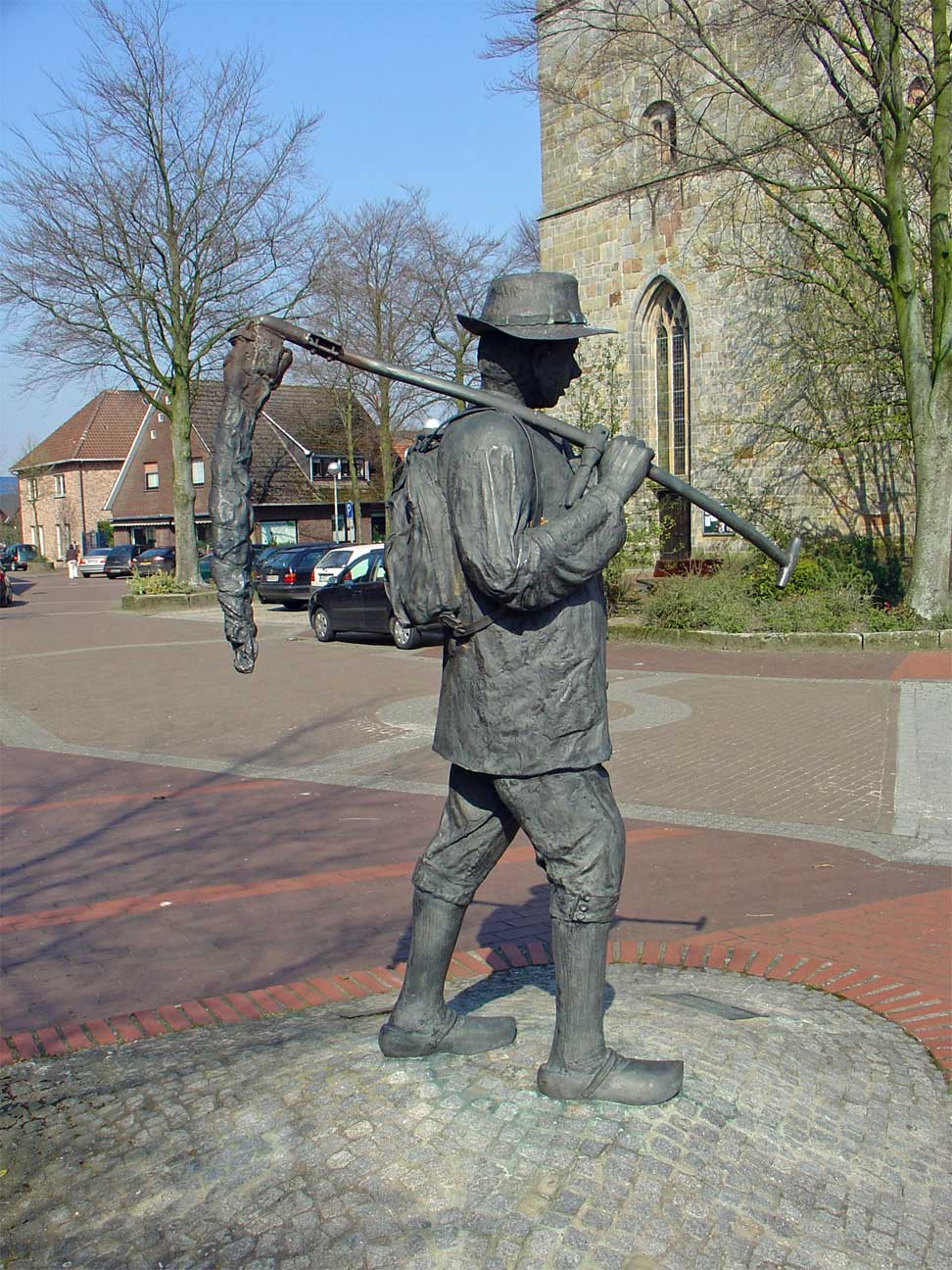
Le Hollandgänger, sculpture de Leo Janischowsky, 1997.
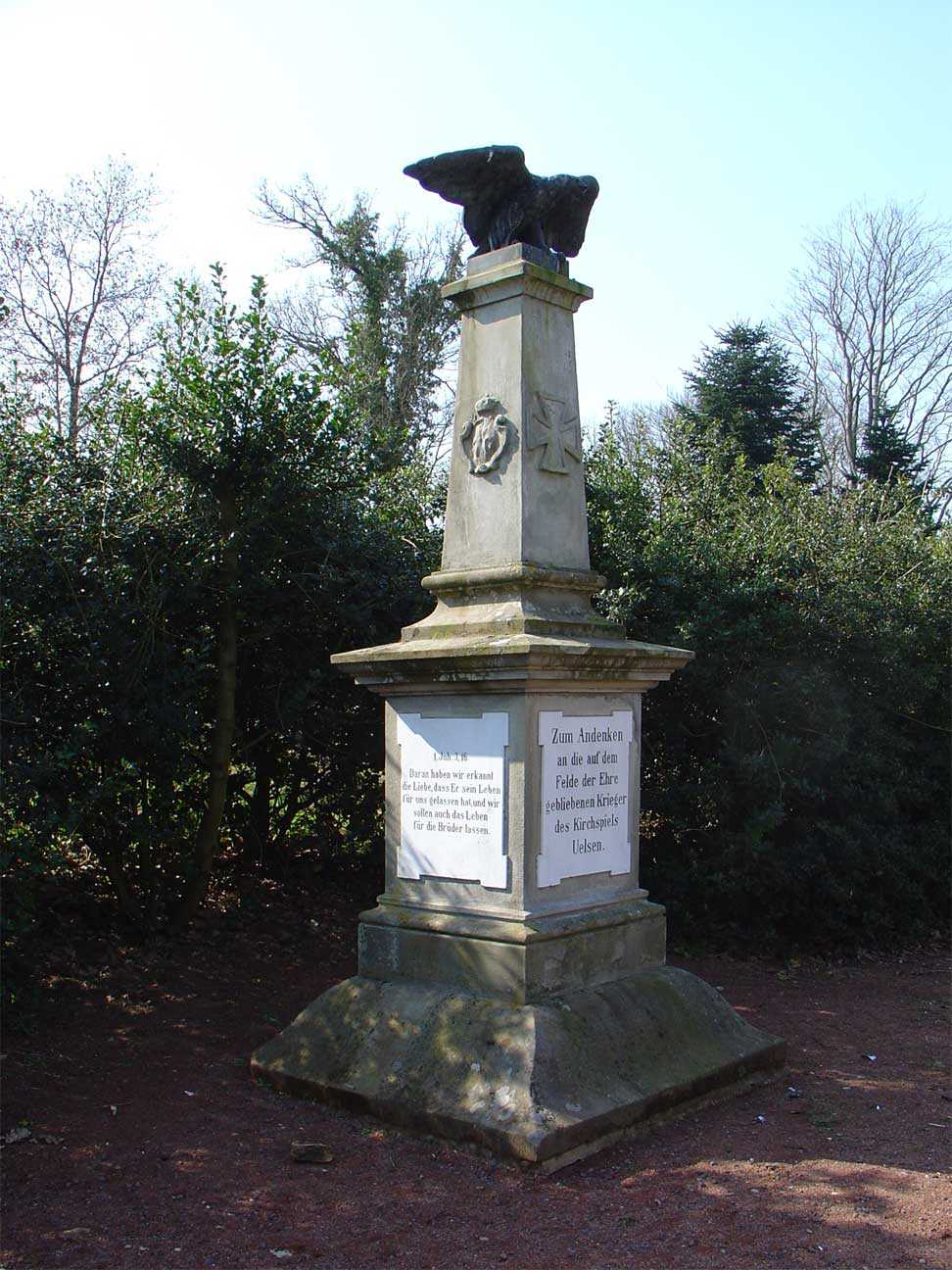
Monument aux morts d’Uelsen.
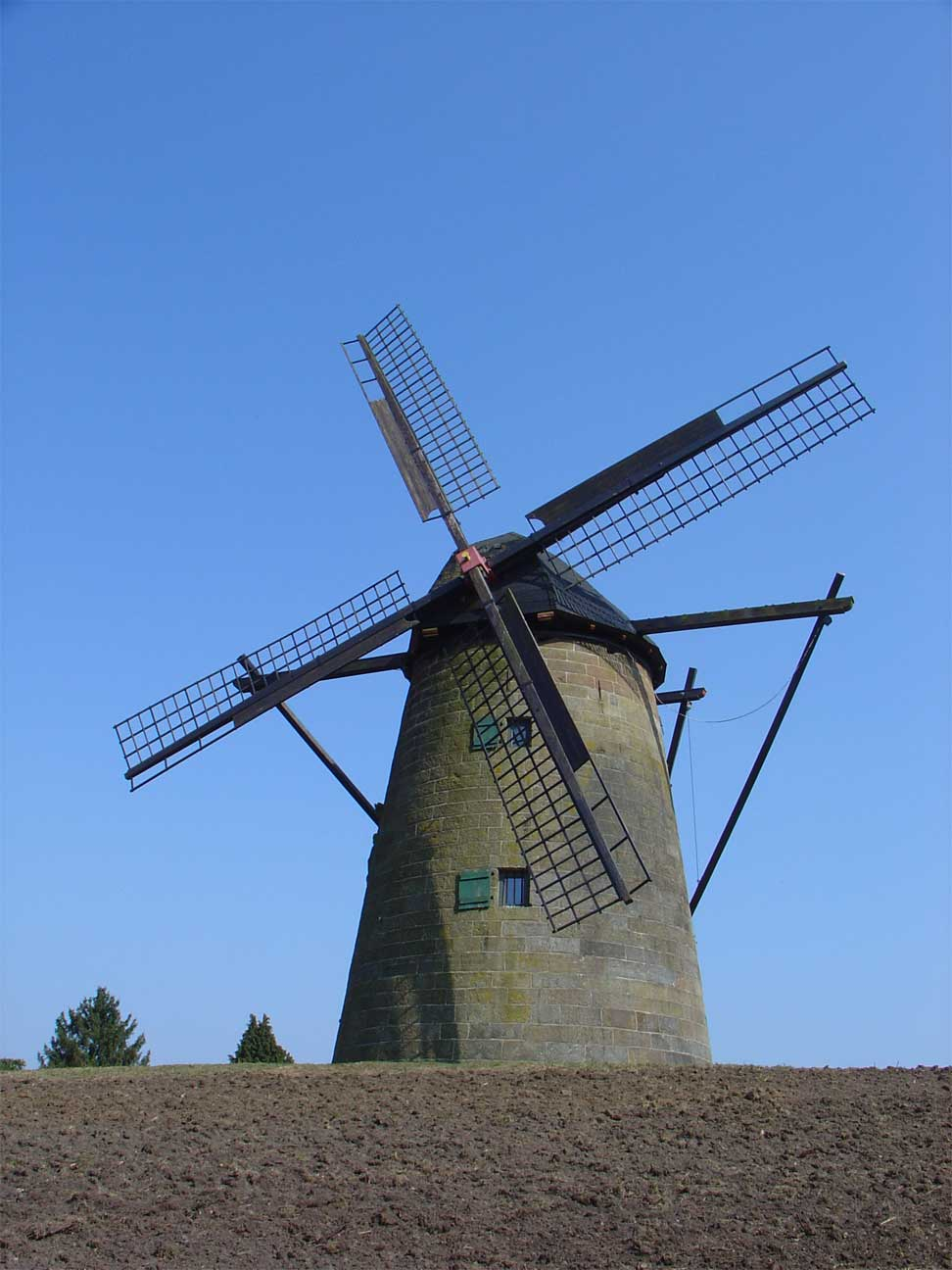
Moulin à vent à Uelsen.

## Source, notes et références
- (de) Cet article est partiellement ou en totalité issu de l’article de Wikipédia en allemand intitulé « Uelsen » (voir la liste des auteurs).

1. ↑  Jan Wiefker: Das Utrechter Kapitel von St. Pieter und die Kirche in Uelsen. In: Bentheimer Jahrbuch,  (ISSN 0723-8940), Jg. 1986, S. 109–112.
2. ↑  Helmut Lensing: Die Emlichheimer Abscheidungsfeier vom Oktober 1934. Erste altreformierte Gemeinde entstand in Uelsen. In: Der Grafschafter zwischen Burg und Bohrturm. Herausgegeben vom Heimatverein der Grafschaft Bentheim, Jg. 2009, Nr. 11, S. 43.